# کوریوکیفکا
شهر کوریوکیفکا (به روسی: Коррківка) در استان چرنیهیو در کشور اوکراین واقع شده‌است. جمعیت این شهر ۱۴٬۳۱۸ نفر است.